# Christa Vogelmayer
Christa Vogelmayer (* 28. Mai 1903; † unbekannt) war eine österreichische Bildhauerin und Keramikerin, die insbesondere durch ihre Werke im öffentlichen Raum Wiens bekannt wurde. Ihr Schaffen erstreckte sich vom Ende der 1930er-Jahre bis in die frühen 1960er-Jahre.

## Leben
Christa Vogelmayer studierte an der Technischen Hochschule in Wien, an der Akademie in Rotterdam sowie an der Akademie der Bildenden Künste in Wien, wo sie zunächst Malerei studierte und später zur Bildhauerei wechselte. Zu ihren Lehrern zählten unter anderem Anton Hanak sowie Hans Bitterlich und Josef Müllner. Darüber hinaus studierte sie Pädagogik an der Universität Wien.
Erste belegte öffentliche Auftritte als Künstlerin hatte Vogelmayer 1930: Im Rahmen der Hausfrauentagung der katholischen Hausfrauenorganisation der Erzdiözese Wien stellte sie im Volkslesesaal in der Renngasse 10 in Wien aus. Ihre Werke wurden zudem im Vortrag für die Klagenfurter Leo-Gesellschaft zum Thema „Moderne christliche Kunst“ vorgestellt. Im Jahr 1936 beteiligte sie sich mit Plastiken an der Theaterausstellung in Wien. Während der Zeit des Nationalsozialismus leitete sie Keramikkurse für das Deutsche Volksbildungswerk.

## Werk
Vogelmayer schuf plastische und keramischen Arbeiten, die im Kontext von Wohnhausanlagen und öffentlichen Gebäuden in Wien entstanden. Ihre bevorzugten Materialien waren Majolika, Naturstein und Sgraffito. Charakteristisch für ihr Werk sind figurale Darstellungen, häufig mit natur- oder mythologiebezogenen Motiven. Die meisten ihrer erhaltenen Werke sind integraler Bestandteil von Bauten des kommunalen Wohnbaus in Wien.

### Zwischenkriegszeit
- Gerichtsgebäude Krems (1930–1933) – Krems an der Donau, Josef Wichner Straße 2

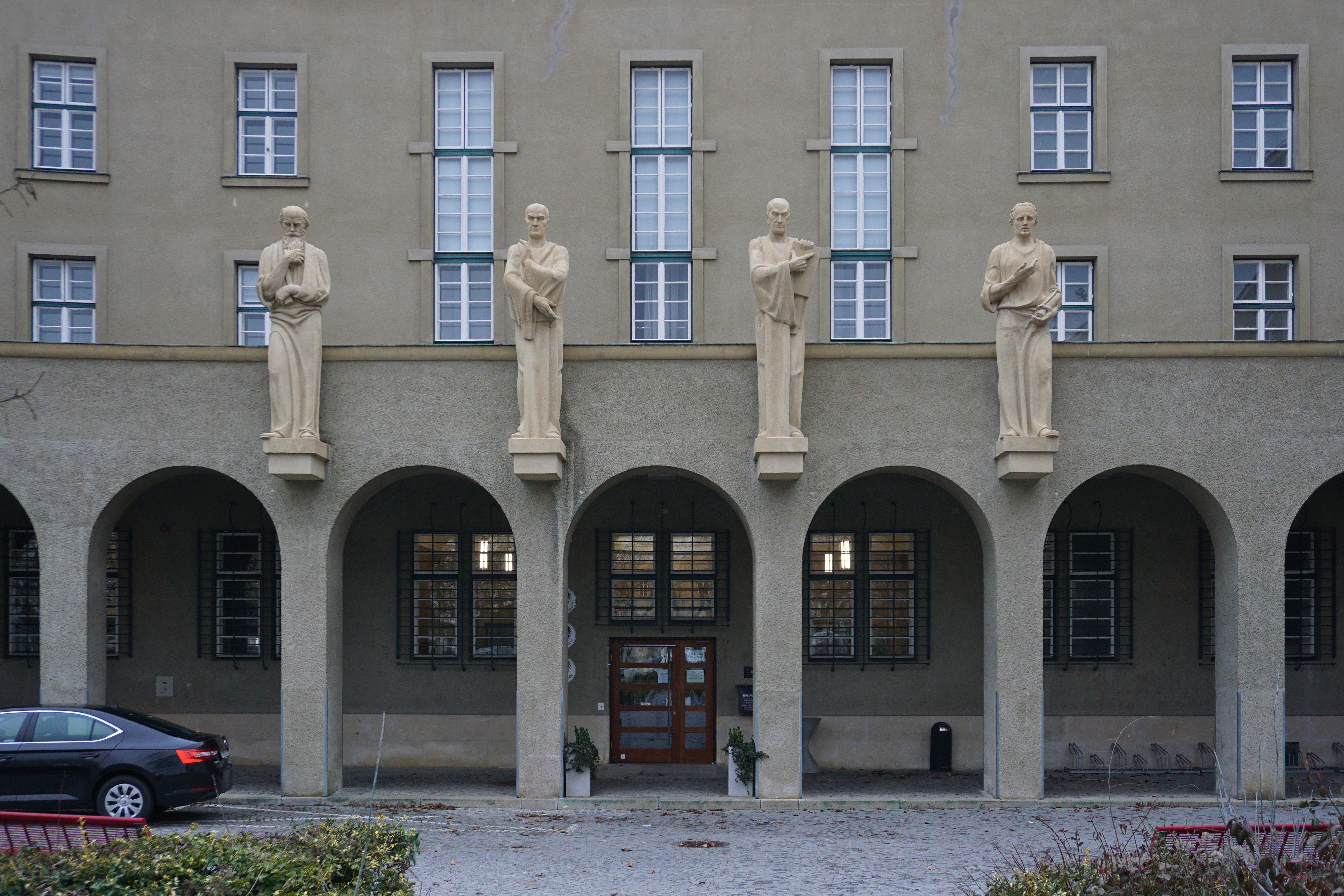

Das nach Plänen von Architekt Franz Sturm errichtete Gerichtsgebäude wurde in den Jahren 1930 bis 1933 als Symbol für eine unabhängige Justiz erbaut. An der Fassade befinden sich vier überlebensgroße Figuren, die verschiedene Funktionen im Rechtssystem darstellen: einen Richter, einen Staatsanwalt, den Gesetzgeber und einen Rechtsanwalt. Die beiden inneren Figuren stammen von Christa Vogelmayer, während die beiden äußeren von Josef Horak geschaffen wurden.[8]

### Zeit des Nationalsozialismus
- Tierkreiszeichen (1939) – Wien 19, Philippovichgasse 6–10

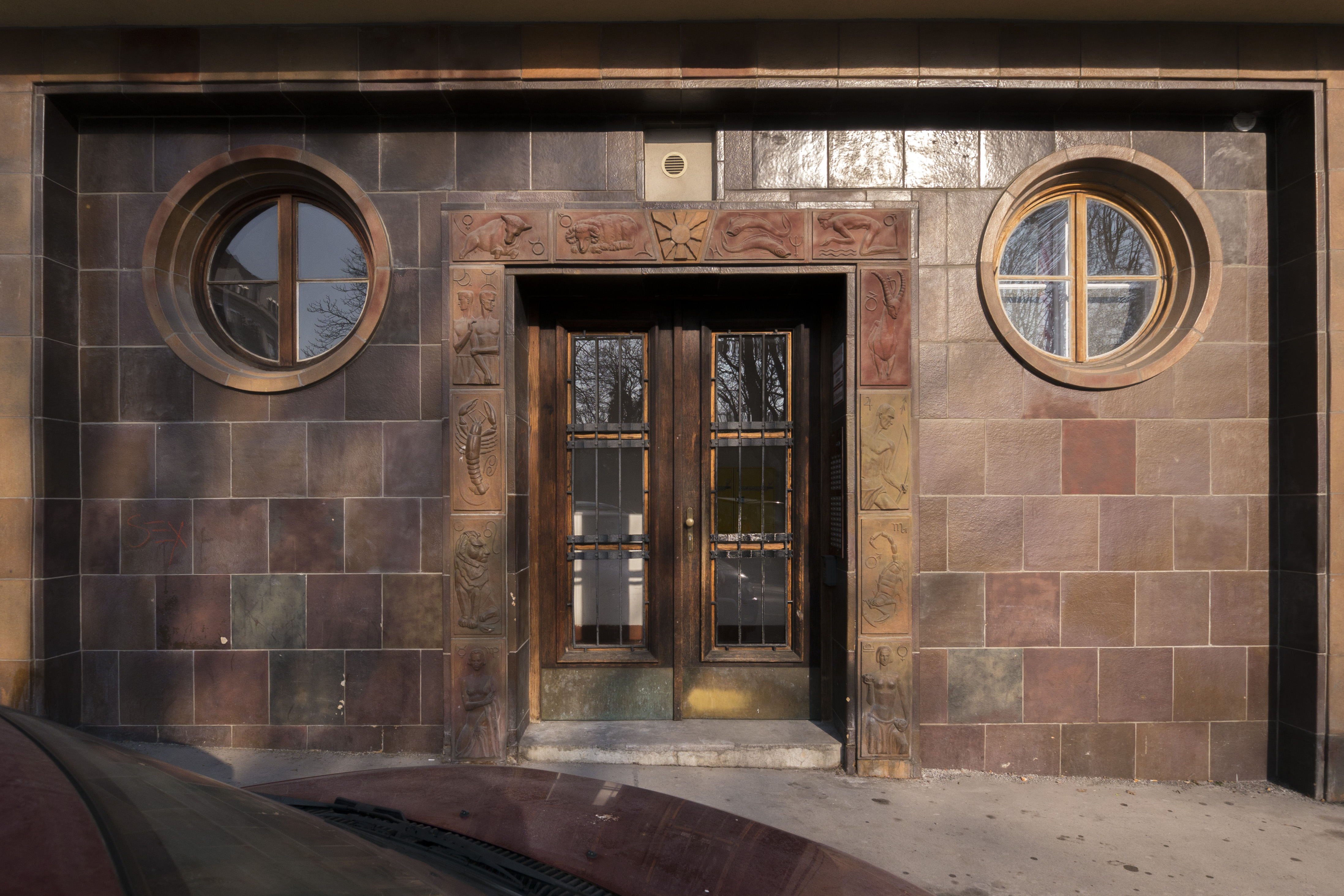
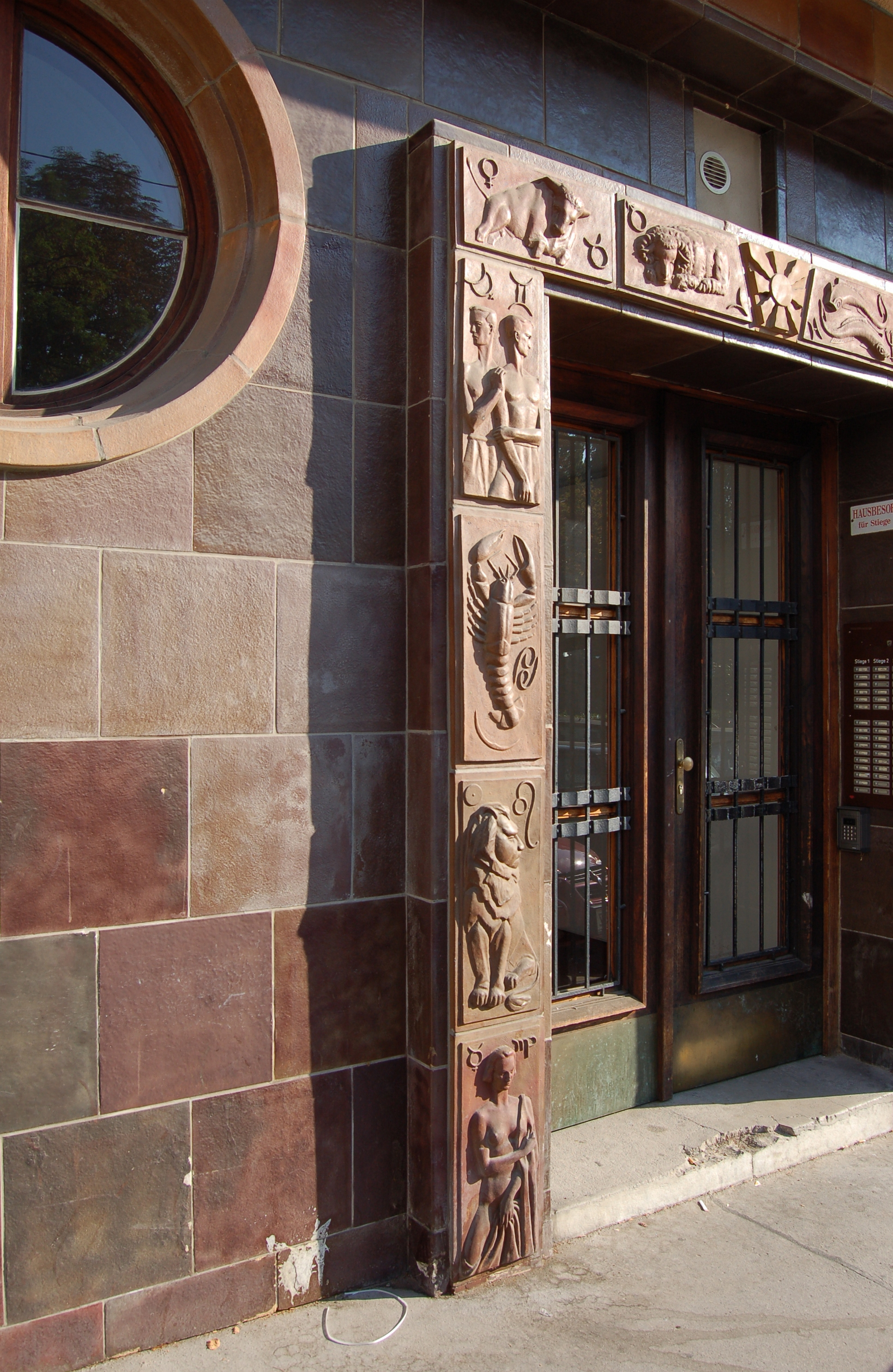
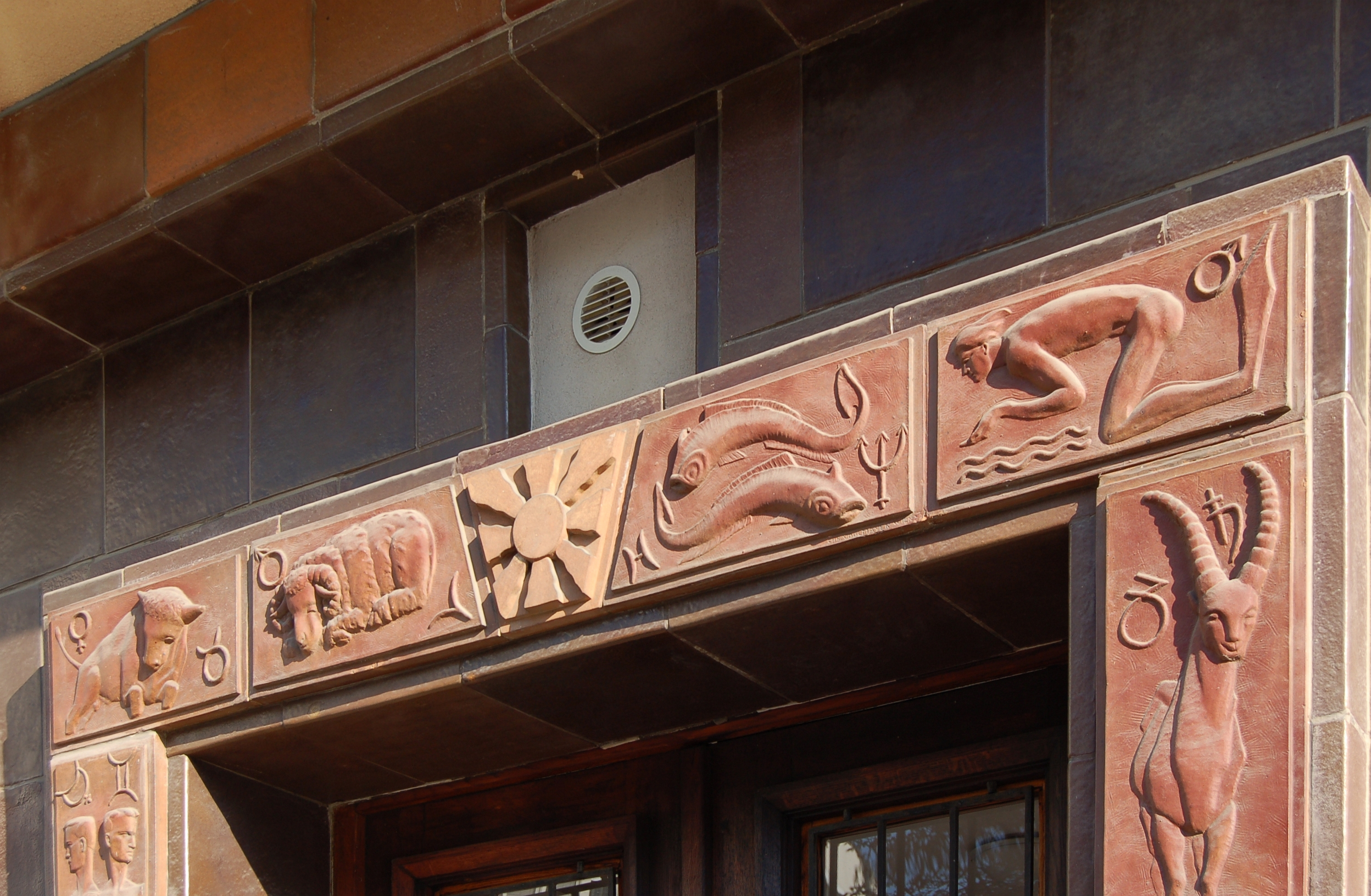
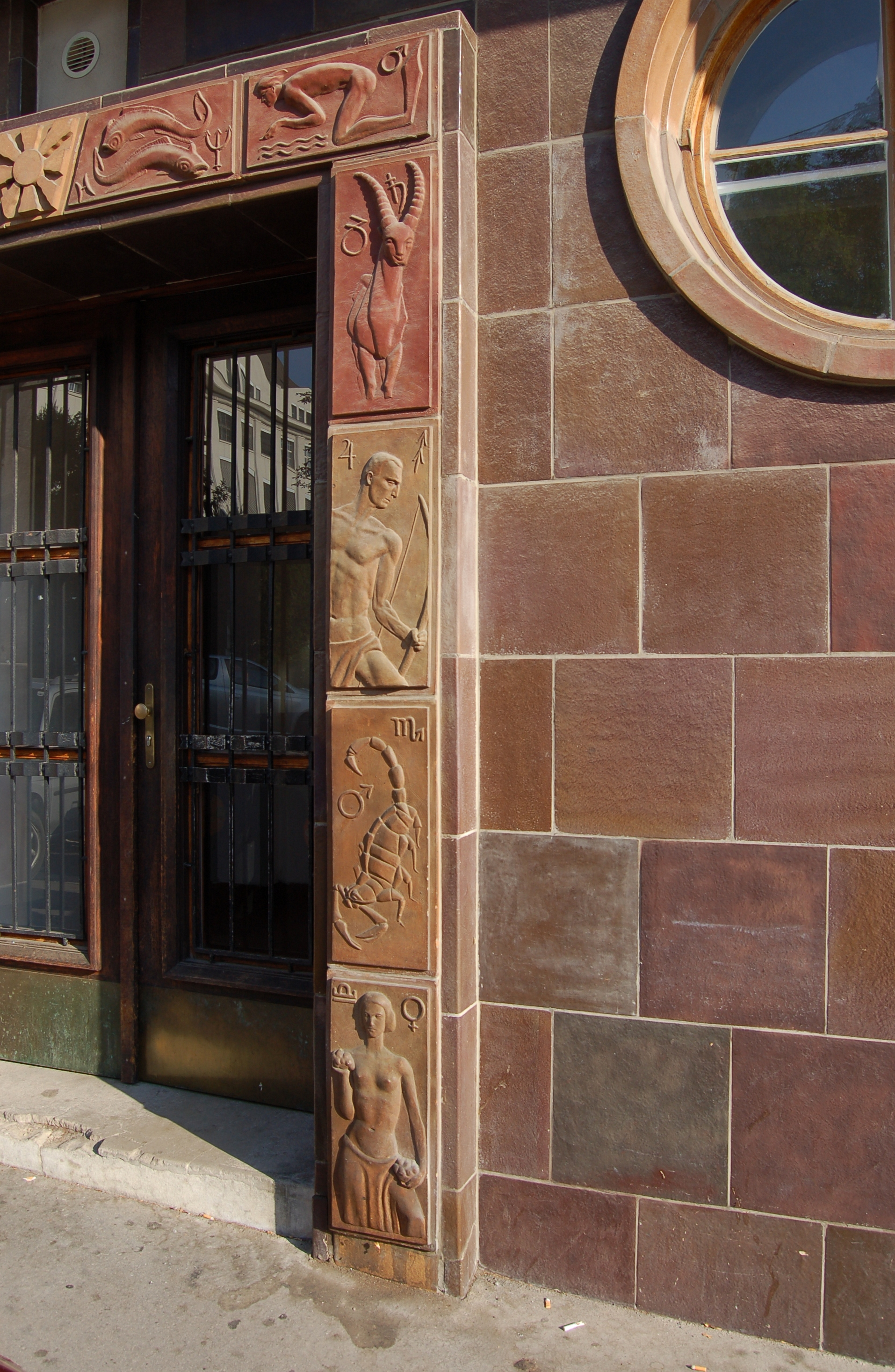

Majolikarelief mit den zwölf Tierkreiszeichen an der Fassade eines Gemeindebaus. Das Werk entstand während der NS-Zeit, wobei über mögliche symbolische Bezüge zum Okkultismus im Nationalsozialismus spekuliert wurde, ohne dass dies nachgewiesen werden konnte.

### Zeit des Wiederaufbaus (1945–1965)
- Badende (1953) – Wien 2, Rustenschacherallee / Lukschgasse
Majolikaplastik einer weiblichen Figur in einer Wohnhausanlage des Gemeindebaus.

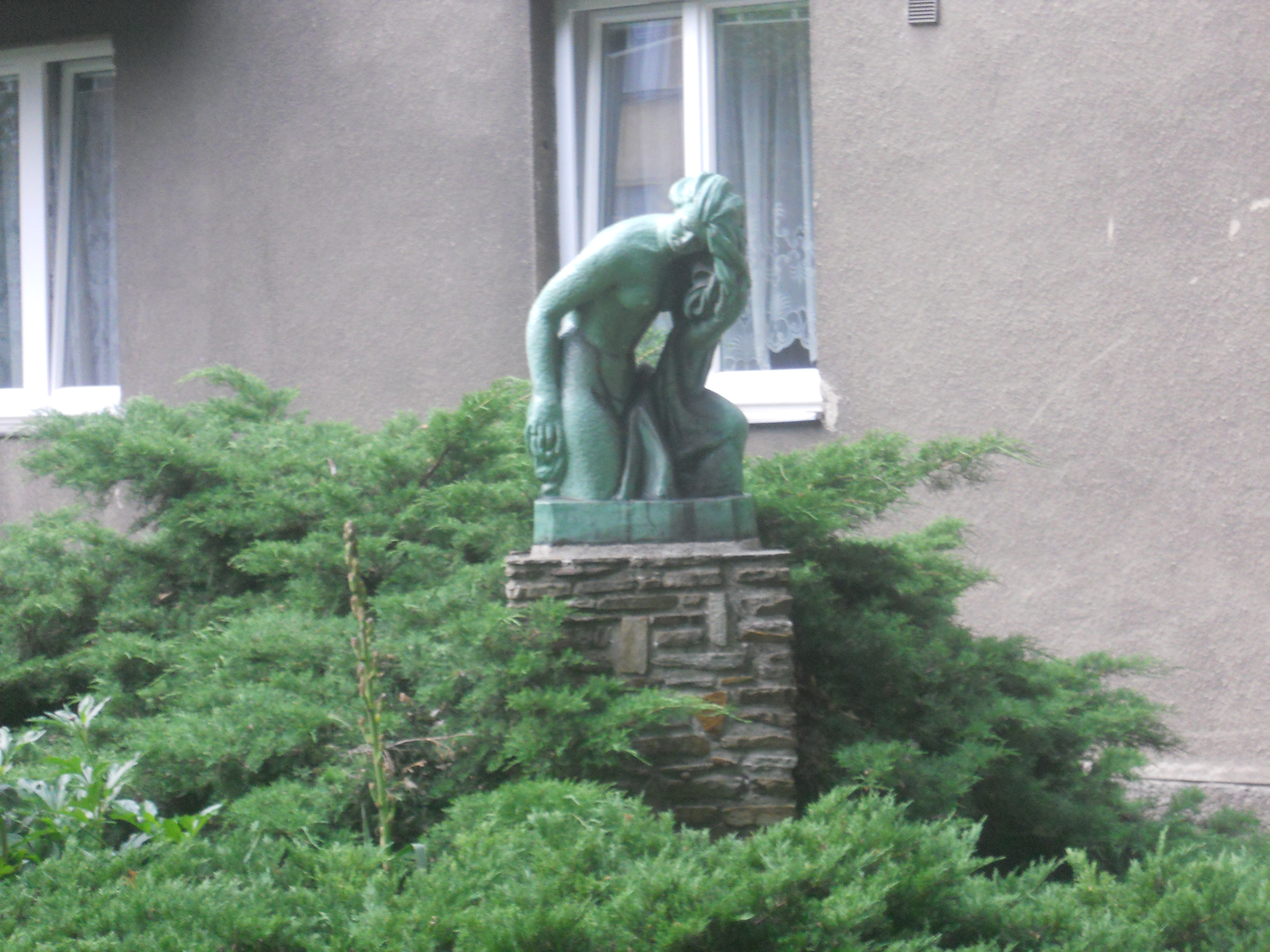

- Elefant (1951–1954) – Wien 13, Bossigasse 18-22
Natursteinplastik eines liegenden Elefanten in der Grünanlage des Vier-Jahreszeiten-Hof.[9]

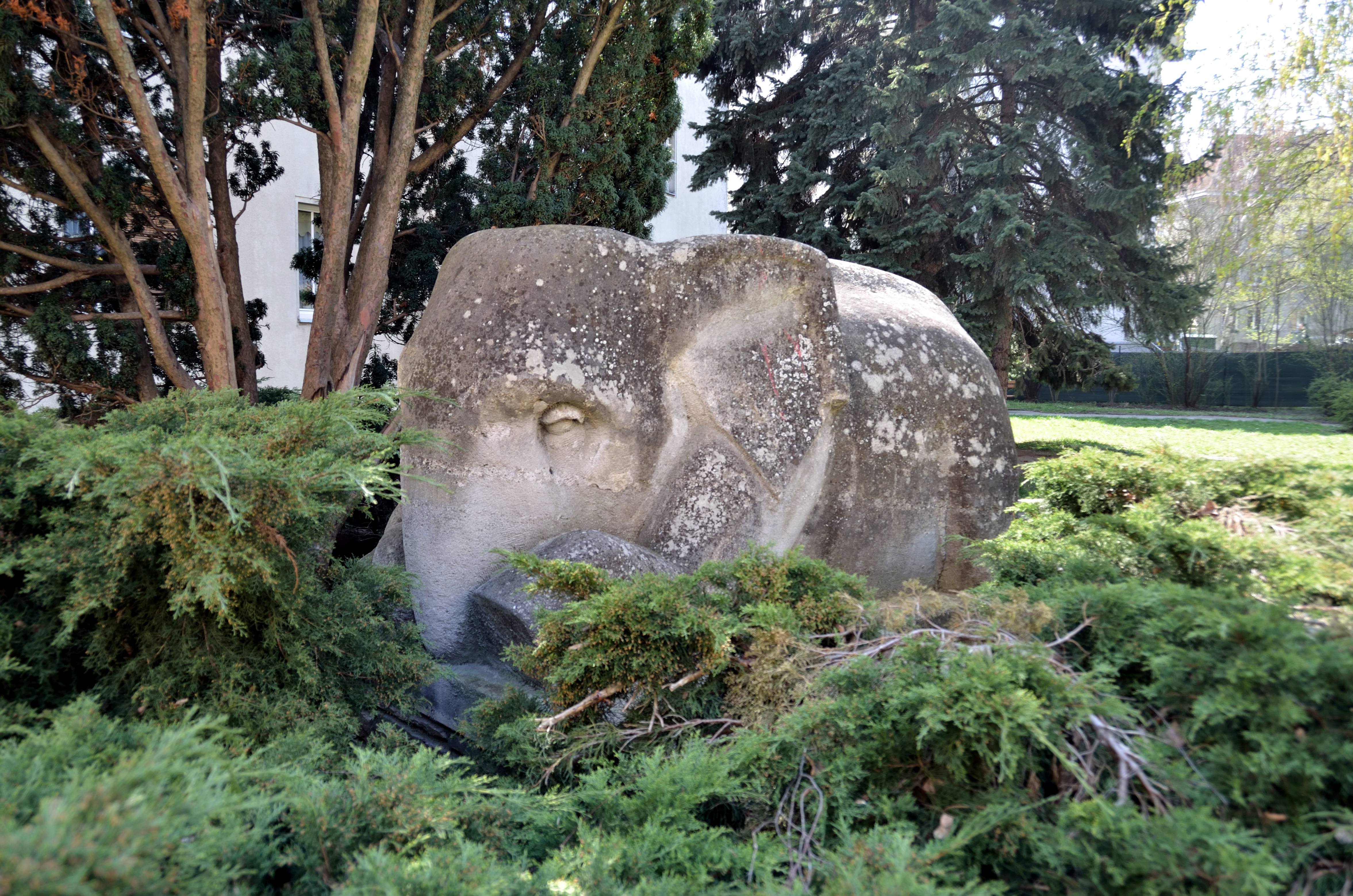
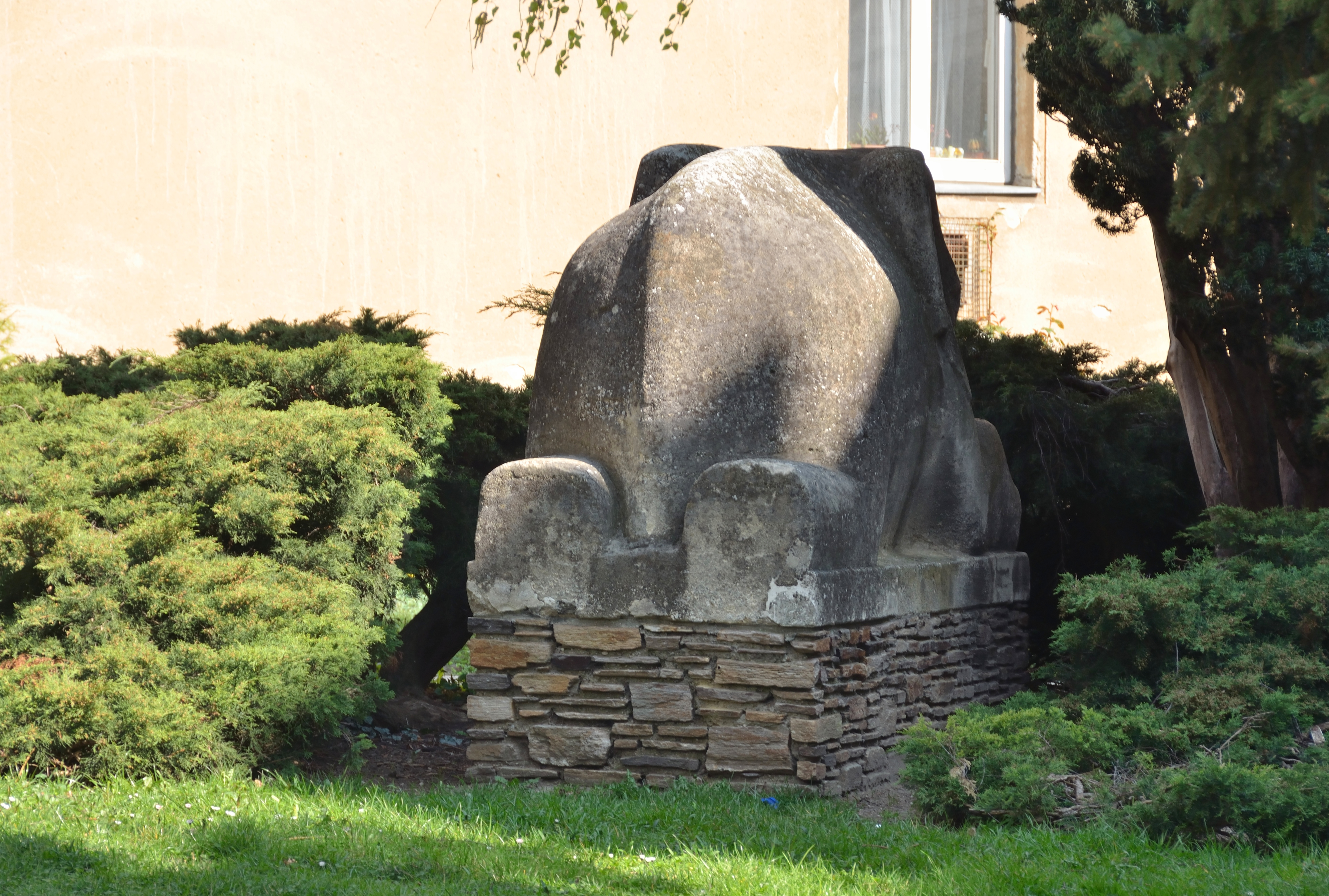

- Kinder und Delphine (1950/1959) – Wien 15, Sturzgasse 29
Zwei Natursteinreliefs mit Darstellungen von spielenden Kindern und Delfinen an einer Hausfassade.[10]

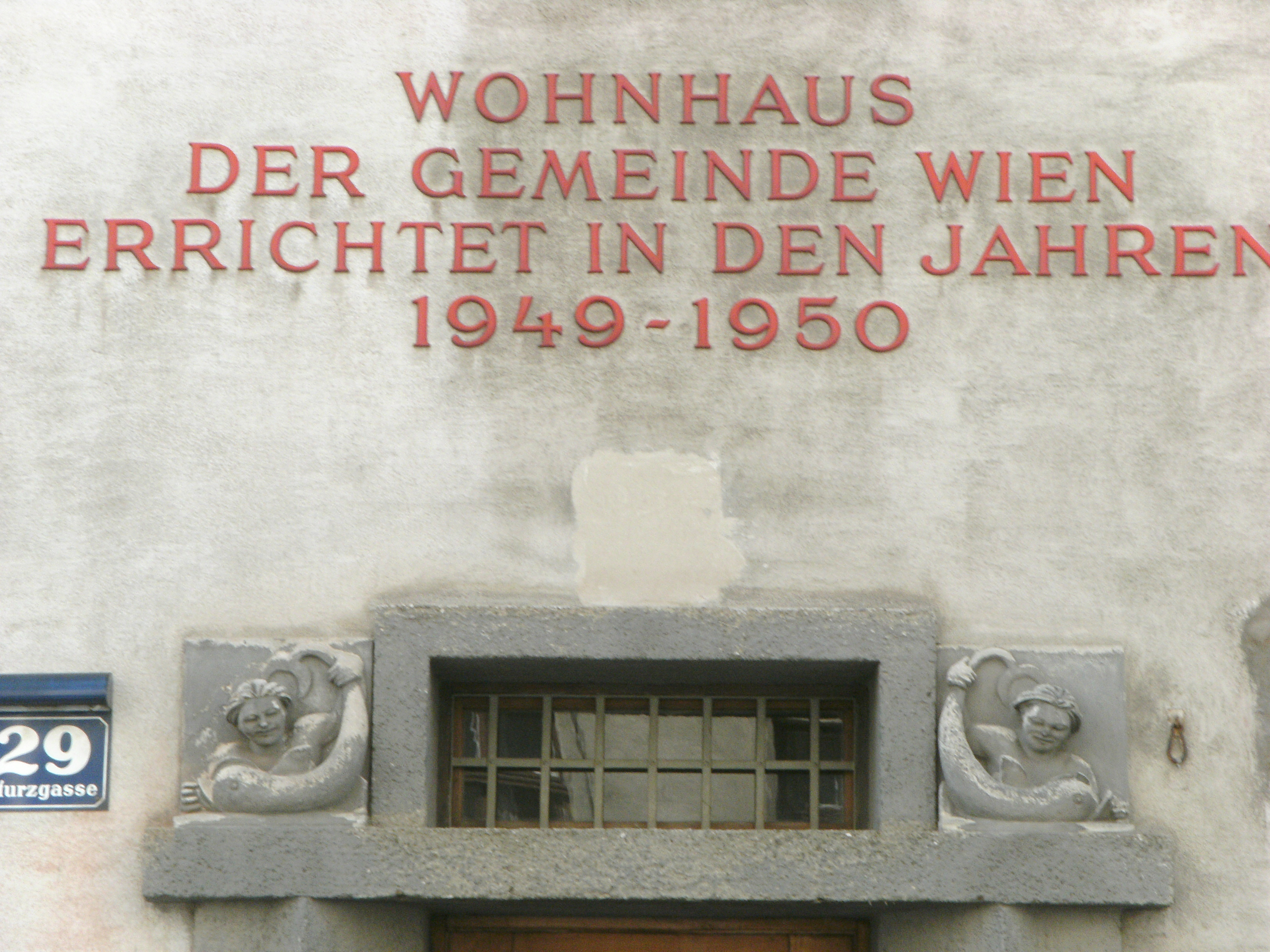

- Römischer Kaiser Probus (1958/1960) – Wien 19, Probusgasse 14–16
Sgraffito mit einer Darstellung des römischen Kaisers Probus, Bezug nehmend auf den Namen der Straße.[2]

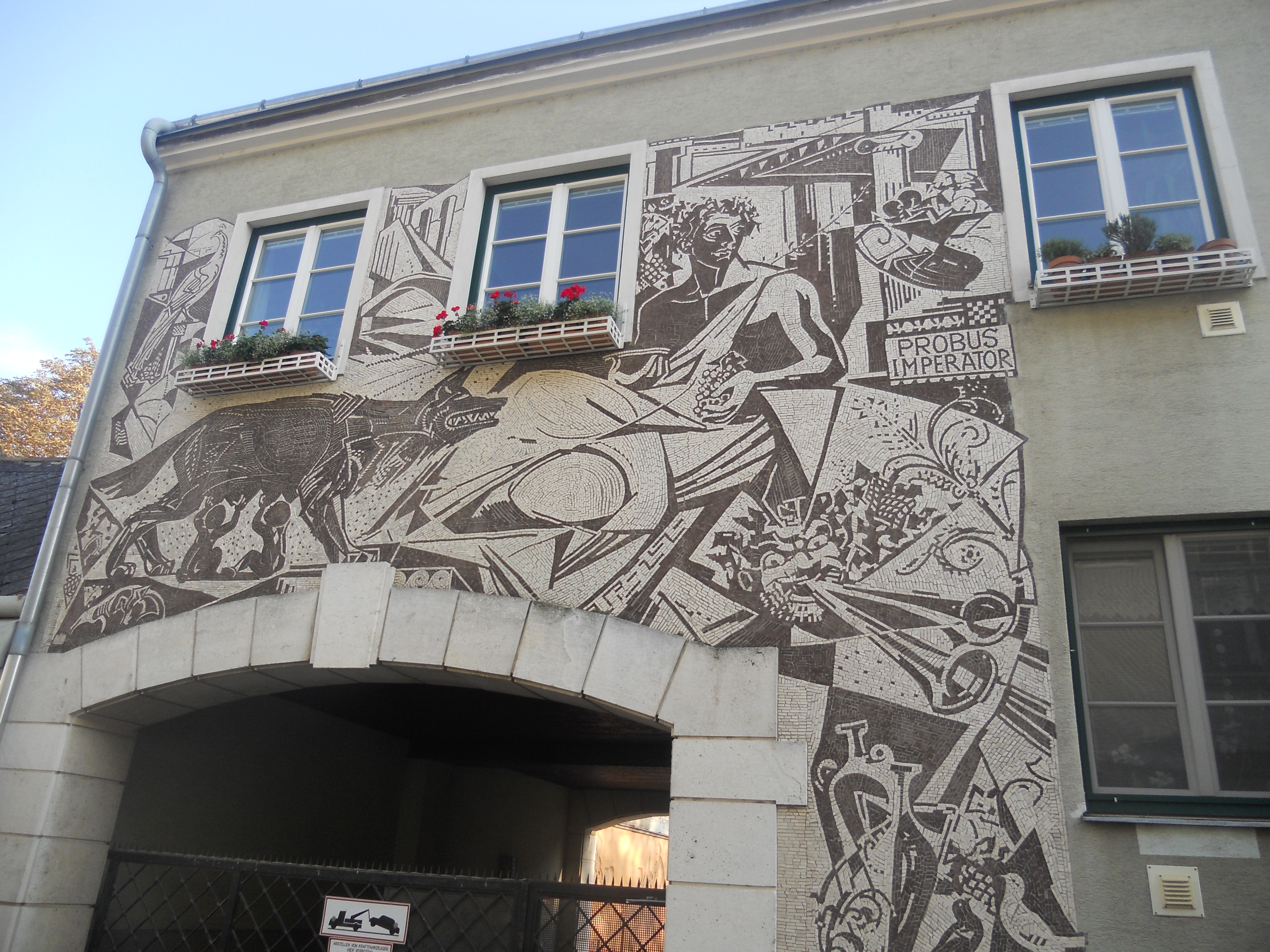
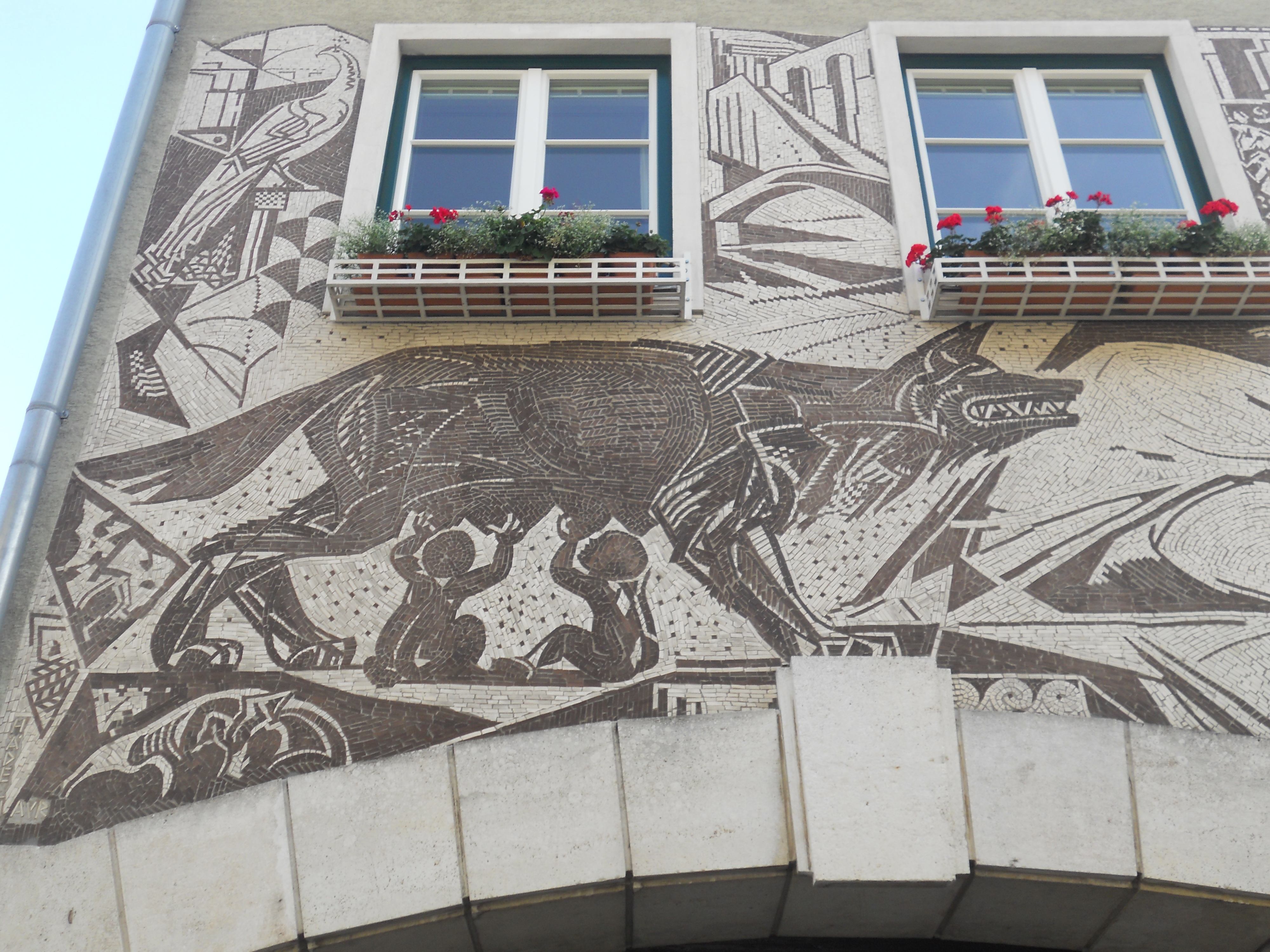
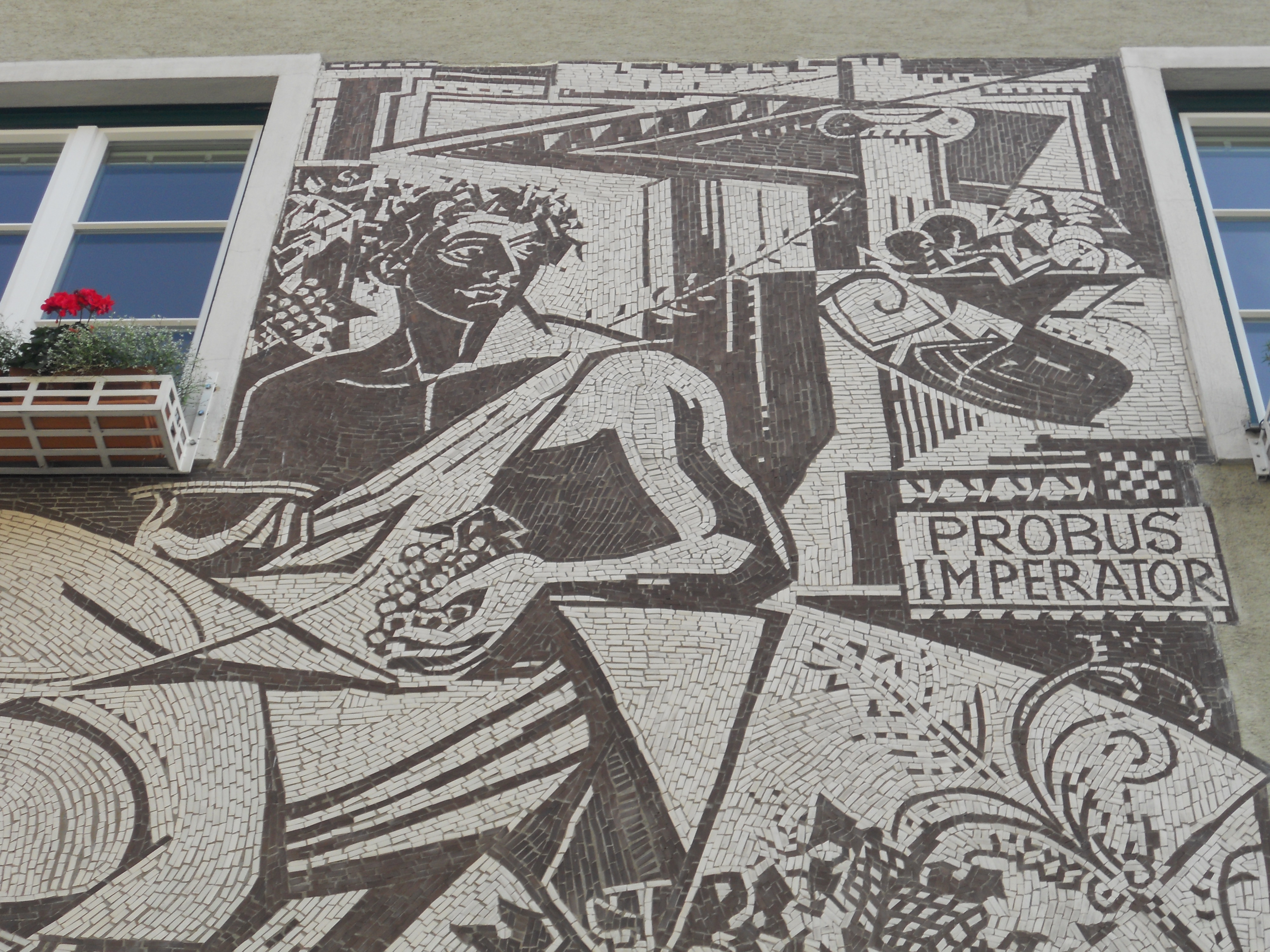

- Fischotter und Wels (1957/1961) – Wien 21, Stammersdorfer Straße 50

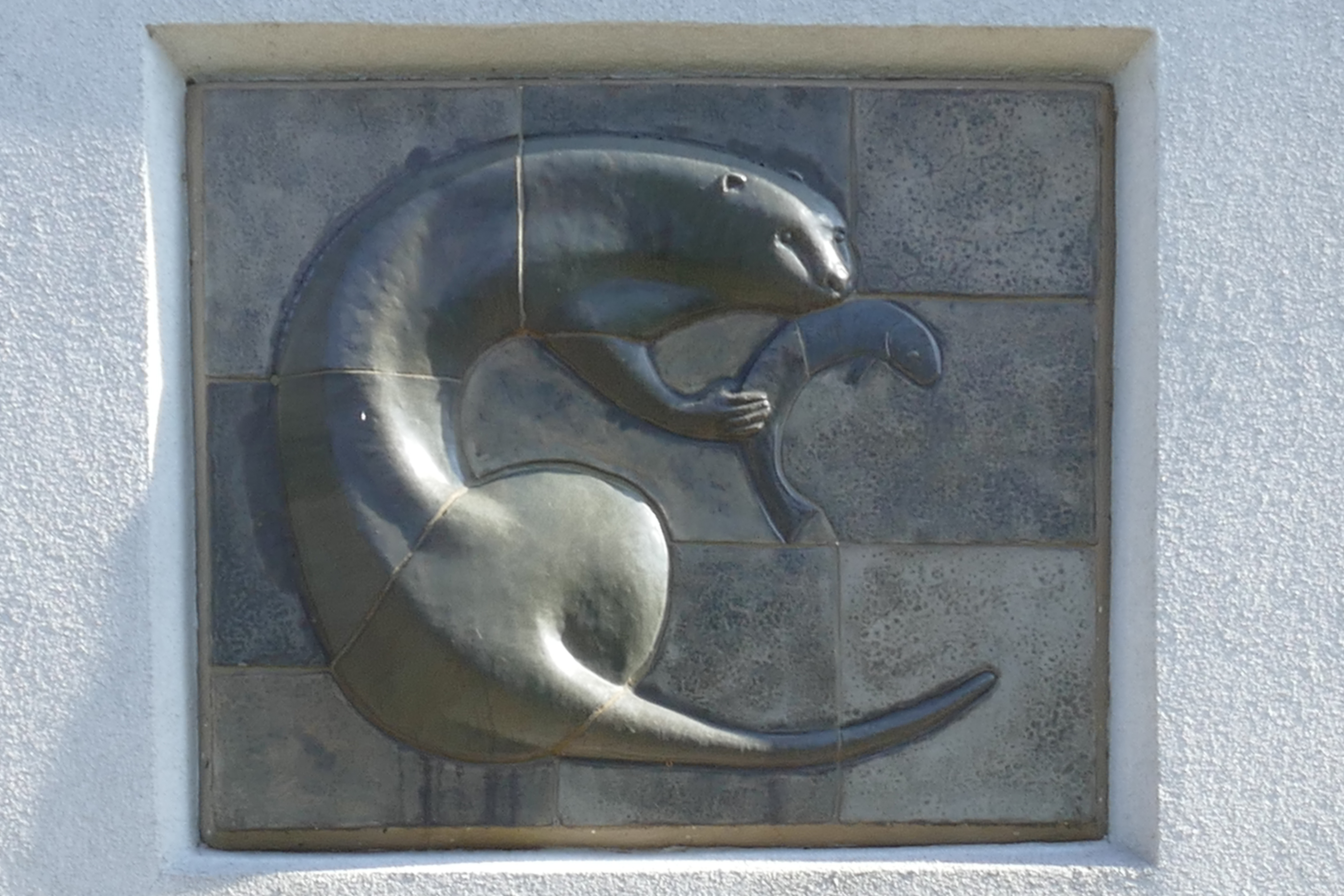
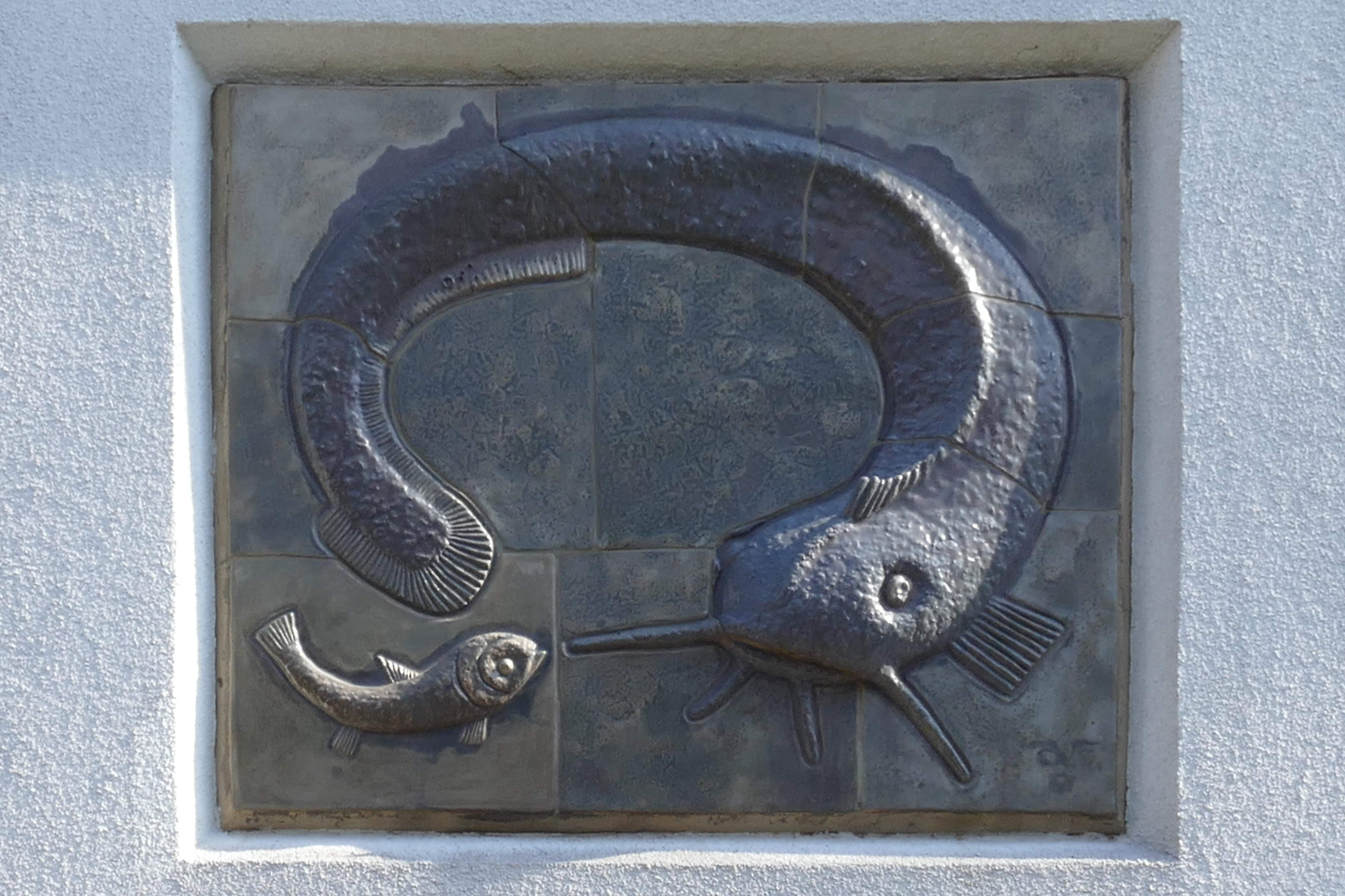

Zwei Keramikreliefs mit Tierdarstellungen im Margarethe-Trappl-Hof.[11]